# گودک‌لی
گودک‌لی (به لاتین: Gödəkli، تا ۱۹۹۲ الکساندروفکا Alexandrovka) یک منطقه مسکونی در جمهوری آذربایجان است که در شهرستان خاچماز واقع شده‌است. گودک‌لی ۱۰۵۳ نفر جمعیت دارد.

## تاریخچه
این روستا در سده بیستم میلادی توسط مهاجرانی که از مرکز روسیه آمده بودند ساخته شد.